# São Miguel do Guamá
São Miguel do Guamá là một đô thị thuộc bang Pará, Brasil. Đô thị này có diện tích 1110,149 km², dân số năm 2007 là 43110 người, mật độ 38,83 người/km².